# 小樽がらす市
小樽がらす市（おたるがらすいち）は、北海道小樽市のイベント。小樽市内を中心に、北海道内外のガラス工房が「ガラスの街」としての小樽に集い、ガラス作品の展示販売や製作体験を行なうイベントである。おたる潮まつりの日程に合わせて、毎年7月に、旧手宮線跡地を会場として開催されている。2009年（平成21年）に開催されて以来、20数店以上から40数店の工房が出店し、人気撮影スポットの「風鈴トンネル」や、一般公募のデザインをプロのガラス職人が実際に造形する「グラスデザインコンテスト」などで人気を博し、2万人から3万人以上の来客が訪れている。

## 沿革
小樽のガラス製品は2005年（平成17年）度から、中小企業庁による中小企業支援策「JAPANブランド育成支援事業」に選ばれ、日本国内外でのPR事業が展開されていたが、事業の制約上、物販イベントを実施できずにいた。2007年（平成19年）にこの事業が終わった後、関係者の間で、PR事業の継続と物販イベント実現のためのイベント開催が協議され、がらす市の企画に至った。
小樽ガラスは全国的に知名度が高く、小樽市内の工房や販売店も多いが、需要の大半は観光客の土産品であり、市内の飲食店などで用いられる例は少なく、小樽市民への浸透度も低いことから、小樽のガラス工芸を観光客へアピールすると共に、小樽市民へもアピールし、地元での消費拡大、地場経済活性化も目的とされた。企画にあたっては、日本国内最大級のガラスフェアとされる東京都墨田区の「すみだガラス市」や、北海道内最大規模の陶芸市である江別市の「えべつやきもの市」も参考にされた。
会場は、かつて輸送業で賑い、小樽の産業文化の礎を築いたとされることから、旧手宮線跡地が選ばれた。開催時期は、企画時にはゴールデンウィークや観光の閑散期なども検討されたものの、「がらす市」としての知名度の低さを考慮して、毎年夏に開催される「おたる潮まつり」と同時期として、潮まつりの集客力を借りることが決定した。
2009年の第1回は、ザ・グラス・スタジオ イン オタル（小樽市最上）や大正硝子館（小樽市色内）など、小樽市内15工房に加え、北見市など北海道内、東京都や長崎県など北海道外から12工房、計27工房が出品し、手宮線跡の線路沿い約300メートルにわたり露店が構えられ、ガラス製品の展示や販売、制作体験が行われた。

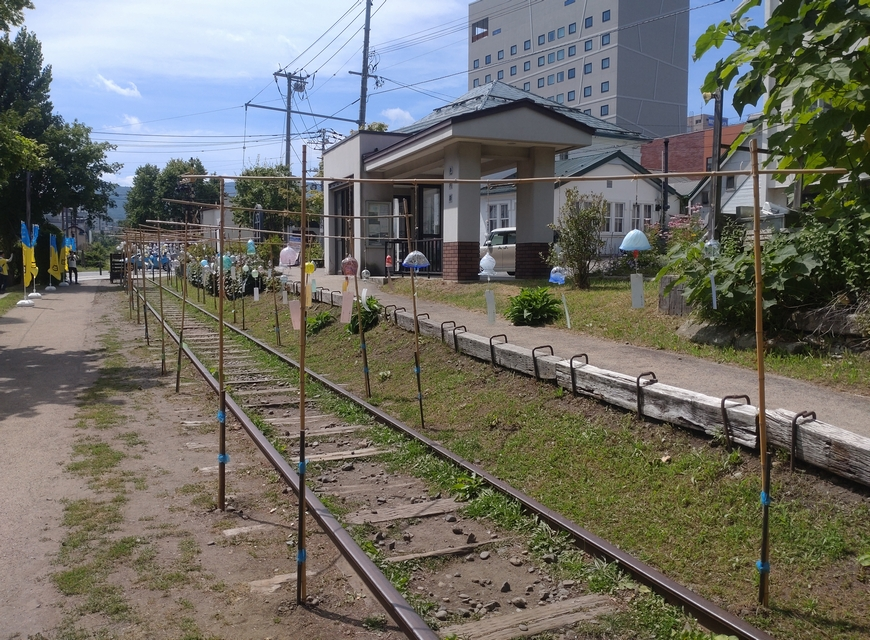
風鈴トンネル

2011年（平成23年）の第2回からは、会場が市立小樽美術館（小樽市色内）横の多目的広場にまで拡張された。同2011年、手宮線の小樽美術館側の入口から、100個以上の風鈴を数十メートルにわたって吊るした「風鈴トンネル」が作られた。この風鈴トンネルは、2014年（平成26年）からは夜間のライトアップが開始された。
また2011年には東日本大震災があったことから、2011年と翌2012年（平成24年）の制作体験では、被災地へ送る風鈴を製作する場が設けられ、観光客や子供たちが震災後の復興を願って製作した風鈴が、被災地へ送られた。
2015年（平成27年）と2016年（平成28年）には、同じく小樽の夏のイベントである「小樽堺町ゆかた風鈴まつり」で用いられた風鈴が、がらす市に提供されて、会場随所に展示され、がらす市を盛り上げた。
新型コロナウイルス感染防止のため、2020年（令和2年）から開催が中止されていたが、2023年（令和5年）、第12回が4年ぶりに開催された。ただし電気やガス代など高騰のため、製作体験やライトアップなどの夜間開催は中止された。この第12回では、コロナ禍にまつわる特別企画として、小樽のガラス職人が製作したガラス製品を会場に展示し、コロナ禍で感じた感謝の気持ちを届けたい人を募集し、その製品を贈る「ガラスの贈り物応募企画〜ガラス色のありがとう〜」が企画された。この企画は、通常の資金では実施が困難なことから、クラウドファンディングで資金協力を募った末に、実施に至った。

### グラスデザインコンテスト

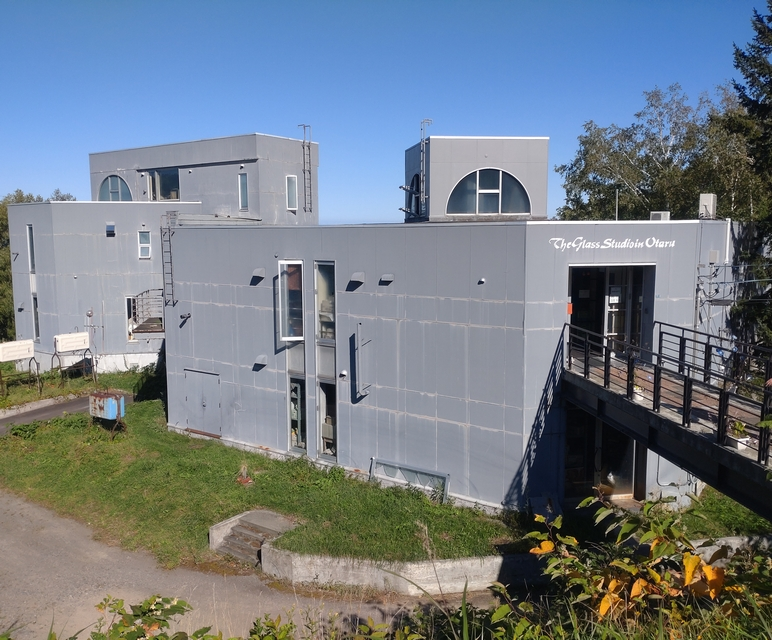
ザ・グラス・スタジオ イン オタル

2010年（平成22年）開催の第2回で、新たな試みとして実施された。小樽市内の小学5、6年生を対象にして、事前にデザインを公募し、入賞作品5点を小樽市内の工房が実際に制作して、ガラス市会場に展示する企画であり、子供たちに小樽ガラスに親しんでもらうことが目的とされた。最優秀賞を受賞した小樽市立最上小学校6年の男生徒の製品、特別賞の小樽市立桜小学校6年の女生徒の作品がザ・グラス・スタジオ イン オタルで製作され、それらを含めた上位10作品が、がらす市で実際に展示された。
2011年の第3回では、対象を小学4年生から中学3年生までに拡大、2012年には小・中学生の部に加えて15歳以上を対象とした一般の部が新設され、小樽がらす市の恒例の企画として、その後も実施され続けている。
2020年以降に小樽がらす市がコロナ禍の影響で中止を強いられた間も、このコンテストは「コロナ禍であってもガラスの魅力を発信できる」との観点から、入賞作品をJR小樽駅に展示する形式で継続された。2022年（令和4年）には、コンテストに協賛した国際ガラス年2022実行委員会により、国際ガラス年2022特別賞を設けられた。

## 開催期間

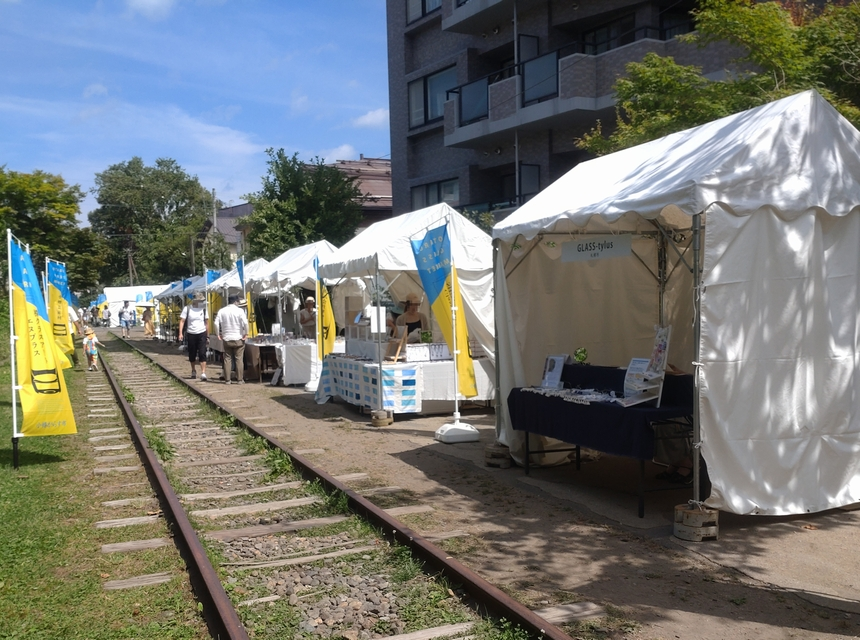
第12回の出店

| 回数   | 開催期間            | 出展数 | 来場者数 |
| ------ | ------------------- | ------ | -------- |
| 第1回  | 2009年7月24日〜26日 | 27     | 20,000人 |
| 第2回  | 2010年7月23日〜25日 | 34     | 27,000人 |
| 第3回  | 2011年7月29日〜31日 | 31     | 31,000人 |
| 第4回  | 2012年7月27日〜29日 | 37     | 32,000人 |
| 第5回  | 2013年7月26日〜28日 | 37     | 37,000人 |
| 第6回  | 2014年7月25日〜27日 | 42     |          |
| 第7回  | 2015年7月24日〜26日 | 37     |          |
| 第8回  | 2016年7月29日〜31日 | 38     |          |
| 第9回  | 2017年7月28日〜30日 | 33     |          |
| 第10回 | 2018年7月27日〜29日 | 36     | 32,000人 |
| 第11回 | 2019年7月26日〜28日 | 35     |          |
| 第12回 | 2023年7月28日〜30日 | 20     |          |

## 反響
2009年の第1回は、2万人の客を集めた。同年の潮まつりは悪天候が災いして前年比より来客数が落ち込んだものの、開幕日には花火大会を実施したことで客数が前年比の倍近くに昇り、小樽がらす市との相乗効果が客足につながったと分析された。
2011年の第2回から作られた風鈴トンネルは、人気の撮影スポットとなった。この第2回の来場客数は、前回よりも多い27,000人となった。天候に恵まれたこと、イベントが市民や観光客に浸透したことなどに加えて、実行委員会では「ネットや新聞で度々取り上げられたことが影響」と分析された。同2011年に開催された、第11回「2012年おたるカレンダー」表彰式でも、小樽市内のカメラクラブに所属する女性が撮影した「風鈴のトンネル」が7月・8月の写真として表彰され、ガラス市が夏のイベントとして定着しつつあることが示された。
2014年開催の第4回では、出店数は過去最多の42工房となった。2019年（令和元年）12月には、旧手宮線の散策路整備が、がらす市などのイベントにも活用されて、小樽らしい景観作りに繋がったとされ、小樽市の第23回都市景観賞を受賞した。その後も名物となった風鈴トンネルや、ガラス工芸品の製作体験、先述のグラスデザインコンテストなどで、好評を博し続けている。リピーターが多いことも特長である。

## 冬の小樽がらす市

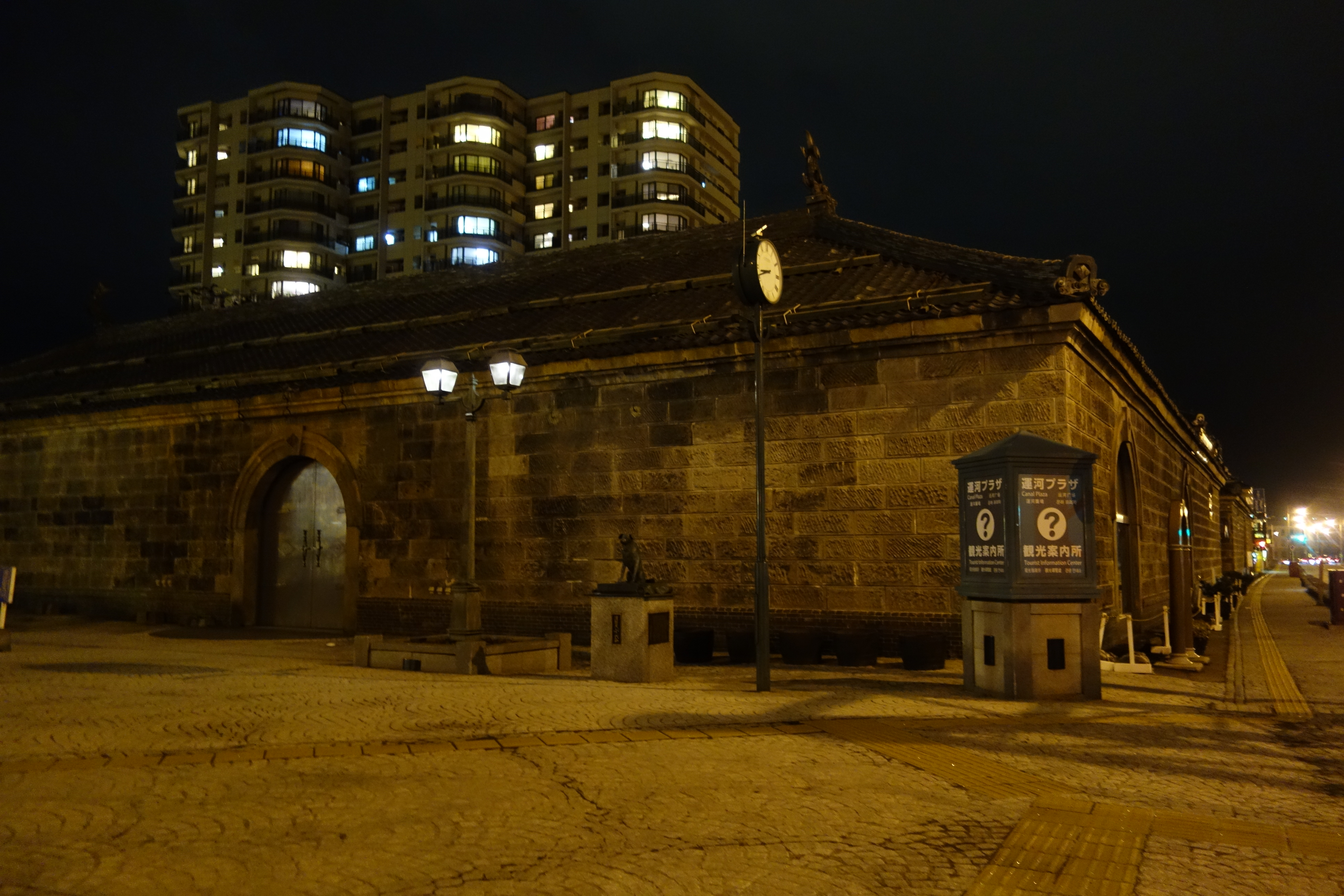
小樽市観光物産プラザ（運河プラザ）

2010年より、毎年2月に開催されている小樽の冬のイベント「小樽雪あかりの路」の期間中に、小樽市観光物産プラザ（小樽市色内、通称「運河プラザ」）を会場として、「冬の小樽がらす市」が開催された。雪あかりの路では、それまでは主に作品を展示するガラス展を、旧手宮線会場で開催していたが、これを販売を中心としたイベントに切り替えたものである。小樽市内の14の工房や工場が出店し、来客たちの注目を集めた。
2012年開催時には、ガラス製品の販売に加え、製作体験や職人による吹きガラスのデモンストレーションや、会場を飾るガラスのキャンドルポット作りを体験できる企画も実施された。この製作体験が好評だったことから、2013年（平成25年）には5つの工房などが製作体験に参加した。
2016年（平成28年）2月開催時は初の試みとして、小樽雪あかりの路実行委員会との連携による企画「硝子のあかりコンテスト」が実施された。ガラス作家がキャンドルグラスを出展し、来場者の投票でグランプリを決め、投票者の中から抽選でその作品をプレゼントする企画である。
「夏のイベントが定着した」との理由で、2019年2月の開催を最後に、開催が終了した。